# Урош Трифуновић
Урош Трифуновић (Београд, 5. децембар 2000) српски је кошаркаш. Игра на позицијама плејмејкера и бека, а тренутнo наступа за Макаби. Син је Александра Трифуновића, српског кошаркаша и кошаркашког тренера.

## Каријера

### Клупска
Трифуновић је поникао у млађим категоријама Земуна. У лето 2015. године прешао је у млађе категорије Меге. Био је члан састава Меге који је у сезони 2015/16. освојио национално кадетско првенство. У сезони 2017/18. играо је за јуниоре турске Каршијаке. Занимљиво је да је у истој сезони главни тренер сениорског тима Каршијаке био управо Урошев отац. Почетком септембра 2018. године Трифуновић је дошао у Партизан. Већ средином децембра исте године потписао је и професионални уговор са београдским црно-белима. У сезони 2018/19. играо је на двојну регистрацију за Партизан и земунску Младост. У јуну 2019. године, Партизан га шаље на једногодишњу позајмицу у Мега Бемакс. Трифуновић је у дресу Меге наступио у прва два кола АБА лиге, након чега је незадовољан минутажом и улогом у тиму напустио клуб. Позајмица је званично раскинута 18. октобра 2019, након чега се Трифуновић вратио у Партизан. У јуну 2020. потписао је нови четворогодишњи уговор са Партизаном. Са клубом је освојио једну Јадранску лигу (2023) и два Купа Радивоја Кораћа (2019. и 2020). Напустио је Партизан пошто му је истекао уговор 2024. године.

### Репрезентативна
Трифуновић је са јуниорском репрезентацијом Србије освојио златну медаљу на Европском првенству 2018. године.
У фебруару 2020. године је добио први позив за сениорску репрезентацију Србије. Селектор Игор Кокошков га је уврстио на списак играча за утакмице против Финске и Грузије у квалификацијама за Европско првенство 2021. Трифуновић је дебитовао за сениорску репрезентацију 20. фебруара 2020. у победи над Финском (58:80).

## Успеси

### Клупски
- Партизан:
  - Куп Радивоја Кораћа (2): 2019, 2020.
  - Јадранска лига (1): 2022/23.

### Репрезентативни
- Европско првенство до 18 година:  2018.